# 海上自衛隊の電子戦装置

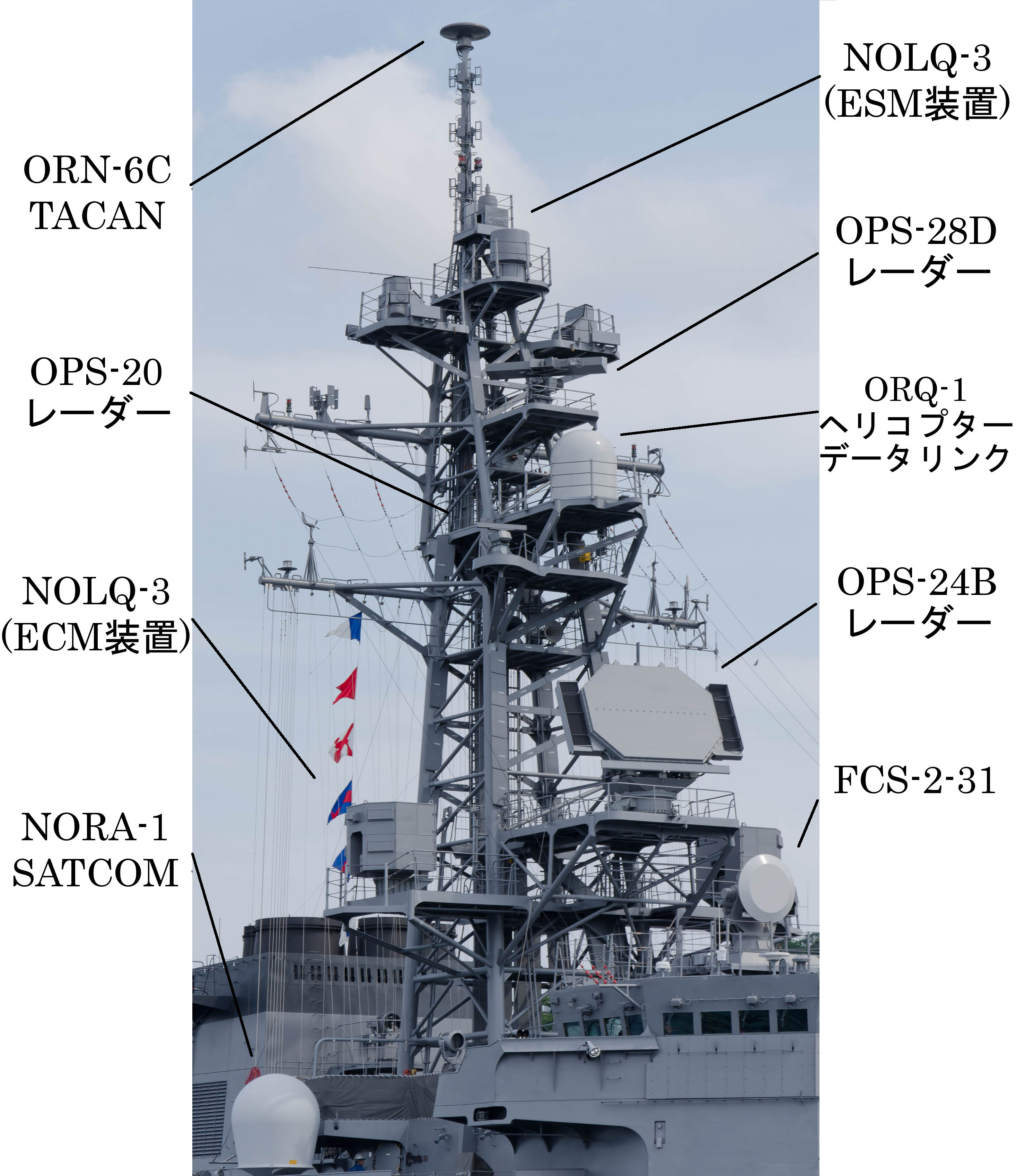
「ありあけ」における装備要領。NOLQ-3は、上部にESM装置、下方両舷にECM装置が配されている。

海上自衛隊の電子戦装置（かいじょうじえいたいのでんしせんそうち）では、海上自衛隊が現在ないし過去に運用していた電子戦装置について扱う。
電子戦支援（ESM）のための電波探知装置にはOLRまたはNOLR、電子対抗手段（ECM）のための電波妨害装置にはOLT、両方を兼用できる電波探知妨害装置にはNOLQのシステム区分が付与されている。

## 第1世代
海上自衛隊の黎明期には電子戦への関心は薄く、また連合国軍占領下の日本ではマイクロ波やレーダーの研究開発を禁止されていたこともあって、電子戦装置の開発は試行錯誤となった。初の護衛艦であるはるかぜ型（28DD）および駆潜艇であるかり型（29PC）では、OLR-3(A)が開発されて搭載されたが、資料・技術ともに乏しかったことから、性能的には非常に限定的なものであった。また続くうみたか型（32PC）ではOLR-4、みずとり型（33PC）ではOLR-4Bが搭載された。
その後、第1次防衛力整備計画の2年目にあたる昭和34年度で、MSA協定に基づく軍事援助計画（MAP）によってAN/BLR-1を入手した。BLRのいち文字目の「B」は潜水艦用を意味し、受信周波数帯域はVHFからXバンドまでのフルバンドであった。この装置の取り扱いのため、電子整備幹部や上級海曹は、サンフランシスコ湾のトレジャーアイランド海軍基地に設置されていたET（電子整備員）スクールに派遣されて、海自の専修科課程相当の教育を受けていた。これらの留学生が持ち帰った資料は、第1術科学校などにおいて、海上自衛隊全体の電子戦の術科能力を向上させていった。
そしてAN/BLR-1に相当する国産機として開発されたのがNOLR-1であり、いすず型（34DE）より装備化された。探知・受信方式はAN/BLR-1とほぼ同様であったが、オペレータサイドからの評価としてはAN/BLR-1のほうが良好だった。またNOLR-1を元に、機能を一部削除して小型化を図ったNOLR-2も開発され、うみたか型3番艇として昭和36年度計画で建造された「わかたか」で装備化された。
その後、昭和39年度からは、改良型のNOLR-1Bが装備化された。この回路構成および仕様等はBLR-1とおおむね同様で、同調方式は機械式の共振空洞（Tuned Cavity）方式、フロントエンドはクリスタル直接検波方式であった。電子管や主要回路なども安定し、部隊使用に耐える信頼性を実現して、第3次防衛力整備計画末にあたる昭和45年度計画艦まで搭載された。

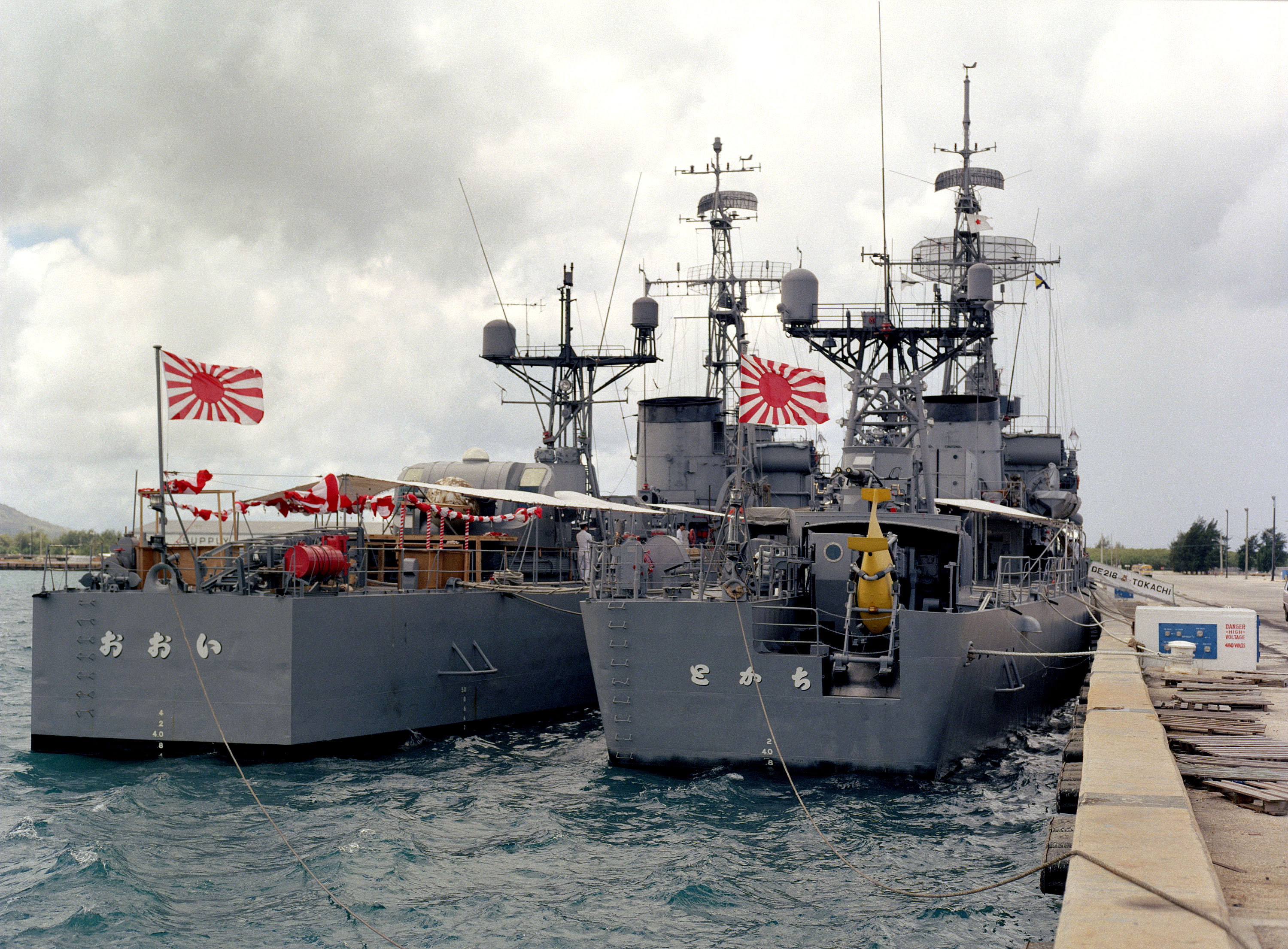
「おおい」、「とかち」。いずれも後部マスト上にNOLR-1（2つのドーム）を搭載しているが、「とかち」では改良型のNOLR-1Bとなっている

またこの間、たかつき型1・2・4番艦では、AN/WLR-1Cが輸入により装備された。信頼性に富む機材であり、海上自衛隊では、独自に進行波管を輸入してフロントエンドに追加し、前置増幅器として受信感度の増強を行った。
搭載艦艇
- あやなみ型前期型（30DDK） - NOLR-1を後日装備[6]
- むらさめ型前期型（31DDA） - NOLR-1を後日装備[6]
- いすず型（34DE） - NOLR-1[2][7]
- やまぐも型前期型（37DDK） - NOLR-1B[8][注 2]
- 「もちづき」（40DDA） - NOLR-1B[2][注 3]
- みねぐも型（40～42DDK） - NOLR-1B[10]
- ちくご型前期型（42～44DE） - NOLR-1B[11]

## 第2世代
1968年頃より、ちくご型（42DE）に搭載する電波探知装置の機種選定作業が提起された。NOLR-1Bでは、同調方式としてはAN/BLR-1と同様に機械式の共振空洞（Tuned Cavity）方式を用いていたが、これは重厚長大かつ精密な機械装置を要することから、既に陳腐化していた。しかしその代わりとなる方式の検討が難航したことから、しばらくは在庫充当でAN/BLR-1が搭載されていた。
この検討を経て、まずDE向けとして開発されたのがNOLR-5であった。当時は半導体素子化の過渡期であったことから、YIGフィルタ同調素子を採用して、増幅器などは極力固体化されたが、高周波帯には進行波管を使用せざるを得なかった。ただしこのように固体化を図ったことや、信号処理・表示などに積極的にデジタル技術を適用して、発光ダイオードなどで操作を分かりやすくしたことから、オペレーターには好評であった。同機は昭和45年度計画で建造された「いわせ」「ちとせ」に初装備された。またちくご型では、後に第2マスト頂部に方位探知アンテナ・ドーム1基を増設して、機能強化を図った。一方、DD向けとして、NOLR-5と同じ手法で開発されたのがNOLR-6であった。NOLR-5よりも周波数帯を拡大したほか、無線通信で使用する周波数帯における方向探知機能が付加されており、「たちかぜ」（46DDG）を端緒として、52年度計画まで7年間にわたって製造された。
これに対し、ミサイル護衛艦（DDG）やヘリコプター護衛艦（DDH）向けの電子戦装置としては、電子戦支援と電子攻撃の機能を兼ね備える電波探知妨害装置が搭載されることになり、1973年頃より三菱電機によってNOLQ-1が開発されて、昭和48年度計画艦より装備化された。またこれと並行して、NOLRシリーズと併載するための電波妨害装置の開発も進められており、昭和52年度にOLT-2が「きくづき」に搭載されたのち、その成果を踏まえたOLT-3が開発されて、昭和56年度に「たちかぜ」に搭載されたのを皮切りに装備化された。これとあわせて、昭和53年度からは、DD向けにも電波妨害装置（ECM）との連接機能を付加したNOLR-6Bが調達されるようになり、「はつゆき」（52DD）より搭載された。昭和55年度からは、分析系と方探系の機能を分離したNOLR-6Cが調達されるようになり、「さわゆき」（54DD）より搭載された。
この時期には対艦ミサイル防御（ASMD）が重視されるようになっており、パルス繰返周波数 (PRF) の測定誤差が問題となった。対艦ミサイルのシーカーで頻用されるXバンドは軍民の航海用レーダーでも広く用いられる周波数であるため、両者を区別するためにPRFを迅速に測定する必要があったが、NOLR-1では機械掃引式で測定していたものを電子掃引式に変更したことで多少改善したとはいえ、依然として測定誤差が大きく、正確な値を得るためにはかなりの時間が必要であった。この問題に対し、米海軍がAN/BLR-1に付加装置を設けてPRFを短時間で測定していることに範をとって、海上訓練指導隊群司令部の電子戦研究班では、NOLR-6に連接するためのアナログ式の付加装置を開発し、防衛技術奨励賞を受賞したものの、まもなくデジタル式で国産のミサイル警報装置（OLR-9）が装備されたために、アナログ式付加装置は装備化されなかった。
搭載艦艇
- 「あまつかぜ」（35DDG） - NOLR-6・OLT-3を後日装備
- たかつき型護衛艦 （38DDA・39DDA） - NOLR-6・OLT-3をFRAMにより装備
- たちかぜ型護衛艦
  - 「たちかぜ」（46DDG） - NOLR-6・OLT-3を後日装備
  - あさかぜ・さわかぜ（48・53DDG） - NOLQ-1
- はたかぜ型護衛艦 - NOLQ-1
- はるな型護衛艦 - NOLQ-1を後日装備
- しらね型護衛艦（50・51DDH） - NOLQ-1
- はつゆき型護衛艦 - NOLR-6、OLT-3も後日装備
- いしかり (52DE) - NOLR-6
- ゆうばり型護衛艦 - NOLR-6

## 第3世代 (水電妨)
技術研究本部第4室では、ASMDに対応した次世代の電子戦装置として、昭和50年度より「水上艦用電波探知妨害装置」（水電妨）の開発に着手していた。これは瞬時探知・妨害を目標としており、昭和52・53年度には部分試作、昭和54・55年度には本試作を経て、昭和56年度から59年度にかけて、「ゆきかぜ」において技術・実用試験が行われた。
昭和58年度には開発を完了したものの、護衛艦に装備するには非常に大型となり、また開発期間中に技術的に陳腐化した部分も多かったことから、まずその技術を応用した電波探知装置としてNOLR-8が開発された。このような経緯があったことから、これは従来の電波探知装置とはまったく別系列で、対艦ミサイル防御（ASMD）を重視しており、通信波帯ESM機能を削除する一方で、ミサイル・シーカー波の瞬時探知・全方位同時捜索などの機能を備えていた。また戦術情報処理装置やOLT-3電波妨害装置との連接にも対応していた。昭和60年度艦より装備化されたものの、公試中から早くも長短両面が顕在化したことから、海上幕僚監部主導のもと、官民合同の戦力化検討会が設けられ、改良が重ねられた。
一方、水電妨を元にした電波探知妨害装置の開発も継続され、まずこんごう型（63DDG）よりNOLQ-2が装備化された。これは海上自衛隊のイージス艦において標準的な電子戦器材となり、あたご型（14DDG）でも、一回り小型化するなどした改正型であるNOLQ-2Bが搭載された。まや型（27/28DDG）でも同系列のNOLQ-2Cが搭載されたが、これはECM機能を削除した電波探知装置となった。
またDD・DDH向けとしてはNOLQ-3が開発された。これはむらさめ型（03DD）より装備化され、たかなみ型（10DD）にも搭載されるなど、第2世代DDで標準的な装備となった。
その後、デジタル化など最新の信号処理技術を適用したNOLQ-3Dに発展し、これは平成19年度計画艦から装備化された。受信系については、指向性アンテナを従来の回転式から固定式に変更し、従来のチャネライズド受信機をデジタル化することで感度向上をはかるとともに、探知距離の延伸を実現している。またいずも型のNOLQ-3D-1では、方向探知の方式を従来の振幅比較方式に対して位相差方式に変更し、精度向上を図っている。
あさひ型のNOLQ-3D-2では、更に妨害手法の追加やデジタル無線周波数メモリ (DRFM) の機能性能の向上、ECMアンテナのRCS低減などの改正が施されている。またOPY-1やOQQ-24などと同様、電子計算機とコンソールを国産のCOTS計算機であるOYX-1情報処理サブシステムに更新している。もがみ型のNOLQ-3Eでは、OPY-2多機能レーダーのアクティブ・フェーズドアレイ・アンテナの上下にアンテナを配置するとともに、レーダー波帯無指向性探知アンテナと通信波帯方向探知アンテナについては複合通信空中線NORA-50に統合して装備する方式とした。また艦上装備式の電波妨害装置は省かれたが、Mk 36 SRBOCからチャフなどとともに投棄型電波妨害機（EJ弾）を投射することはできる。
このほか、ミサイル艇用の小型の電波探知装置として、NOLR-9も開発された。電波封止状況での捜索手段として用いられる。
搭載艦艇
- NOLR-8
  - あさぎり型護衛艦（58〜61DD） - 60DDよりNOLR-8を搭載、前期建造艦にも後日装備、OLT-3併載
  - あぶくま型護衛艦（61〜01DE） - NOLR-8・OLT-3
  - ましゅう型補給艦（12/13AOE） - NOLR-8B
- NOLR-9
  - 1号型ミサイル艇（02/04PG） - NOLR-9
  - はやぶさ型ミサイル艇（11〜13PG） - NOLR-9B
- NOLQ-2
  - こんごう型護衛艦（63〜05DDG） - NOLQ-2
  - あたご型護衛艦（14/15DDG） - NOLQ-2B
  - まや型護衛艦（27/28DDG） - NOLQ-2C
- NOLQ-3
  - むらさめ型護衛艦（03〜09DD） - NOLQ-3
  - たかなみ型護衛艦（10〜13DD） - NOLQ-3B
  - ひゅうが型護衛艦（16/18DDH） - NOLQ-3C
  - あきづき型護衛艦（19〜21DD） - NOLQ-3D
  - いずも型護衛艦（22/24DDH） - NOLQ-3D-1
  - あさひ型護衛艦（25/26DD） - NOLQ-3D-2
  - もがみ型護衛艦（30～05FFM） - NOLQ-3E

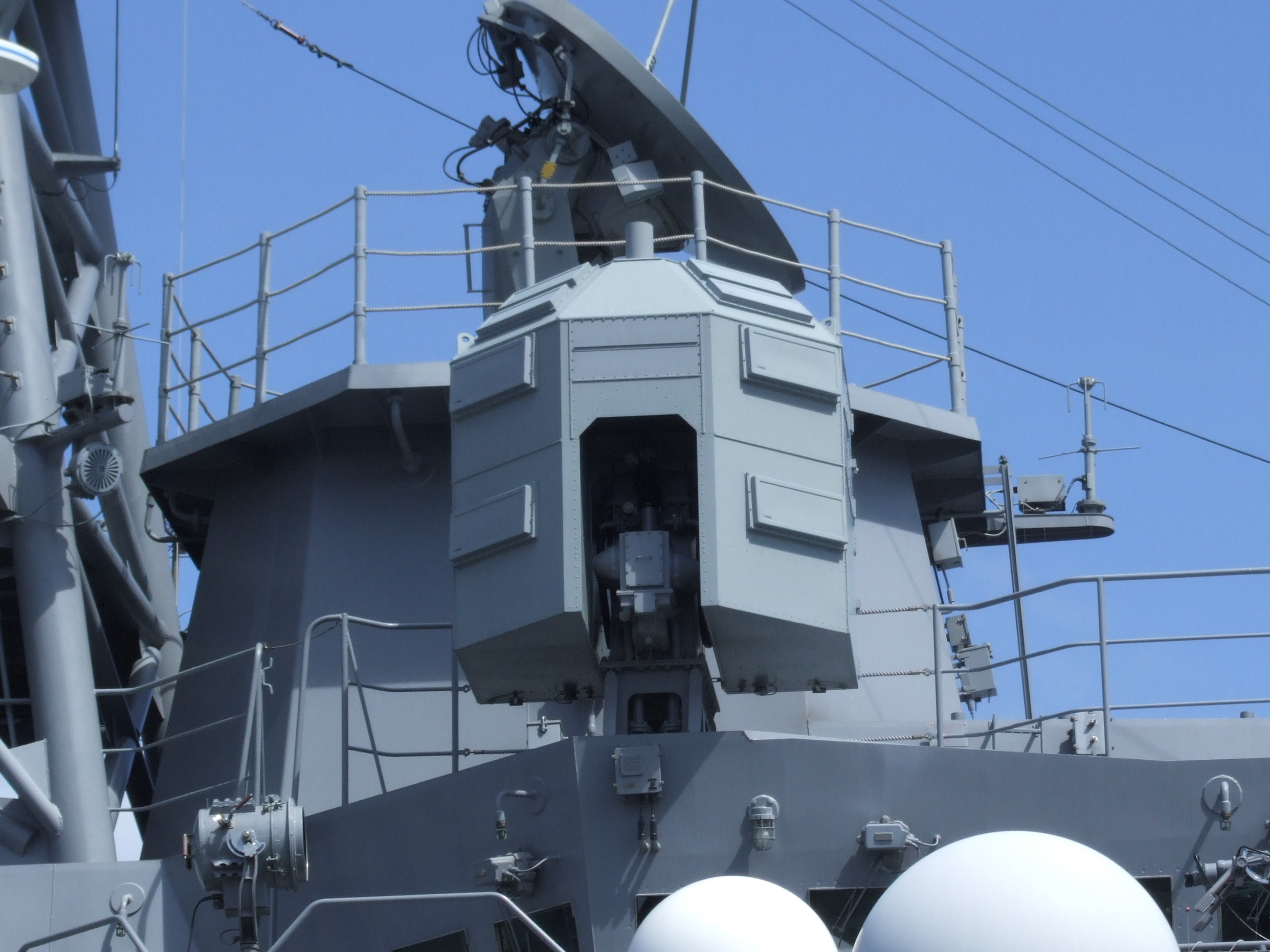
NOLQ-2のECMアンテナ。
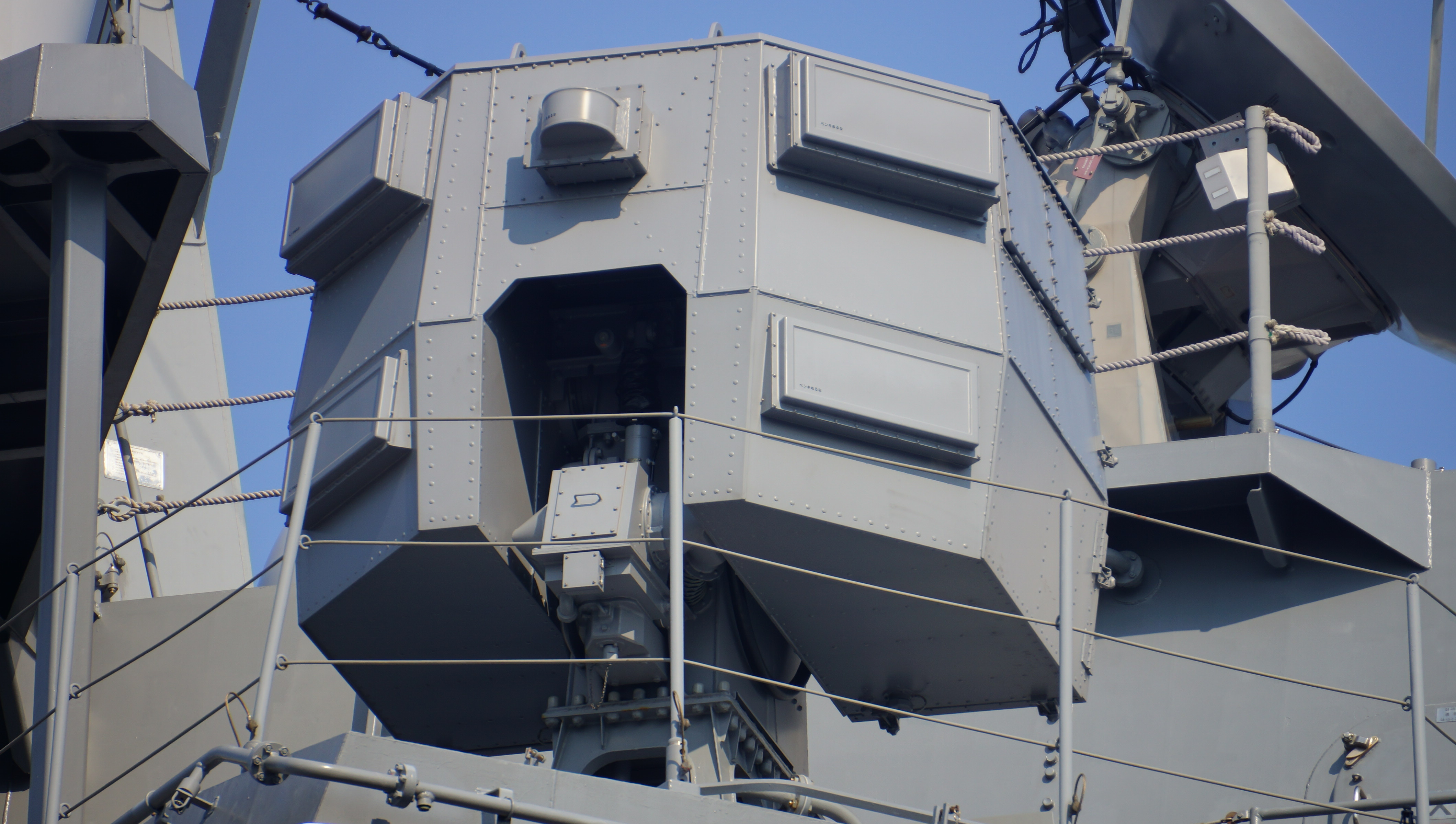
NOLQ-2BのECMアンテナ。
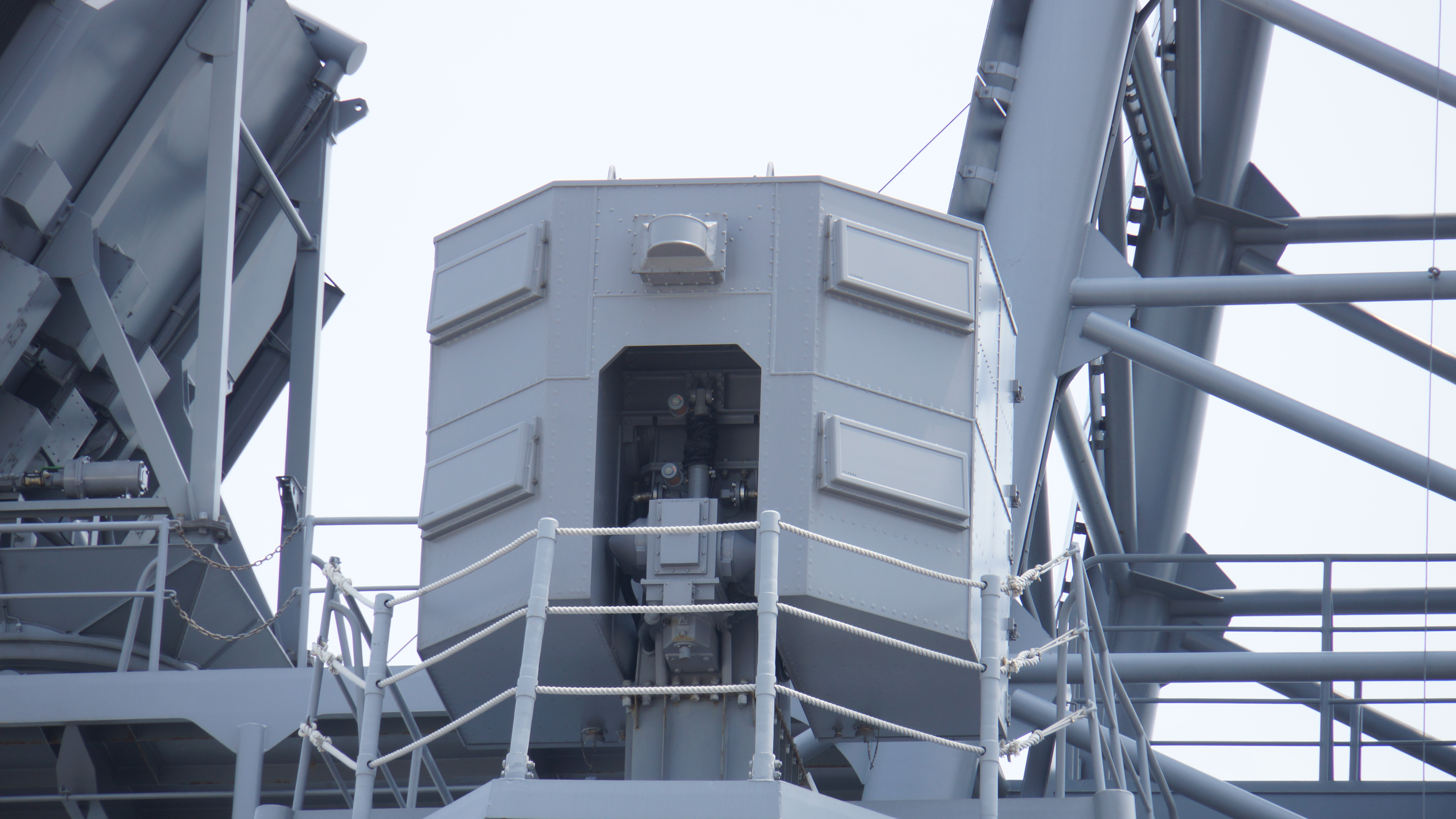
NOLQ-3のECMアンテナ。
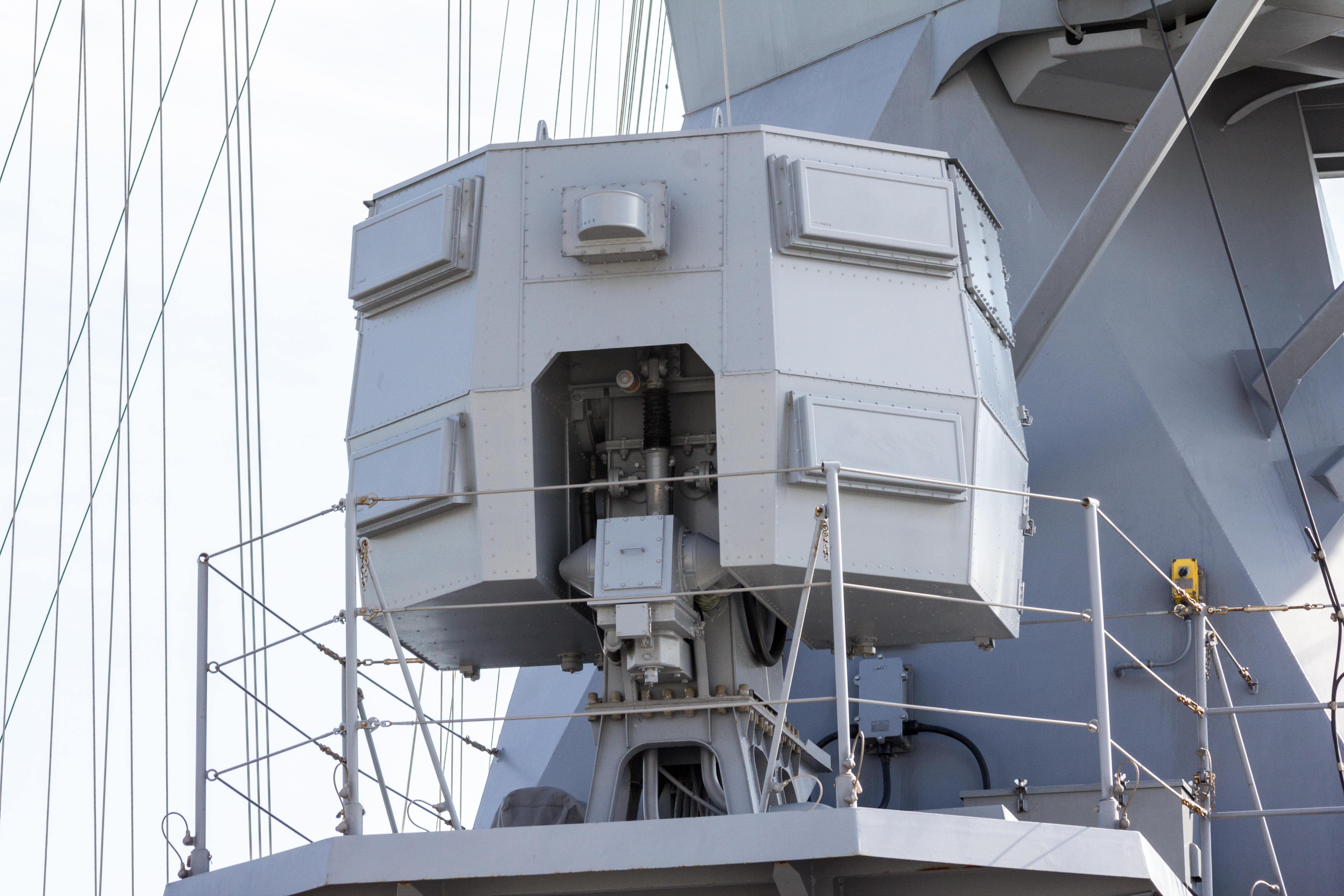
NOLQ-3DのECMアンテナ。
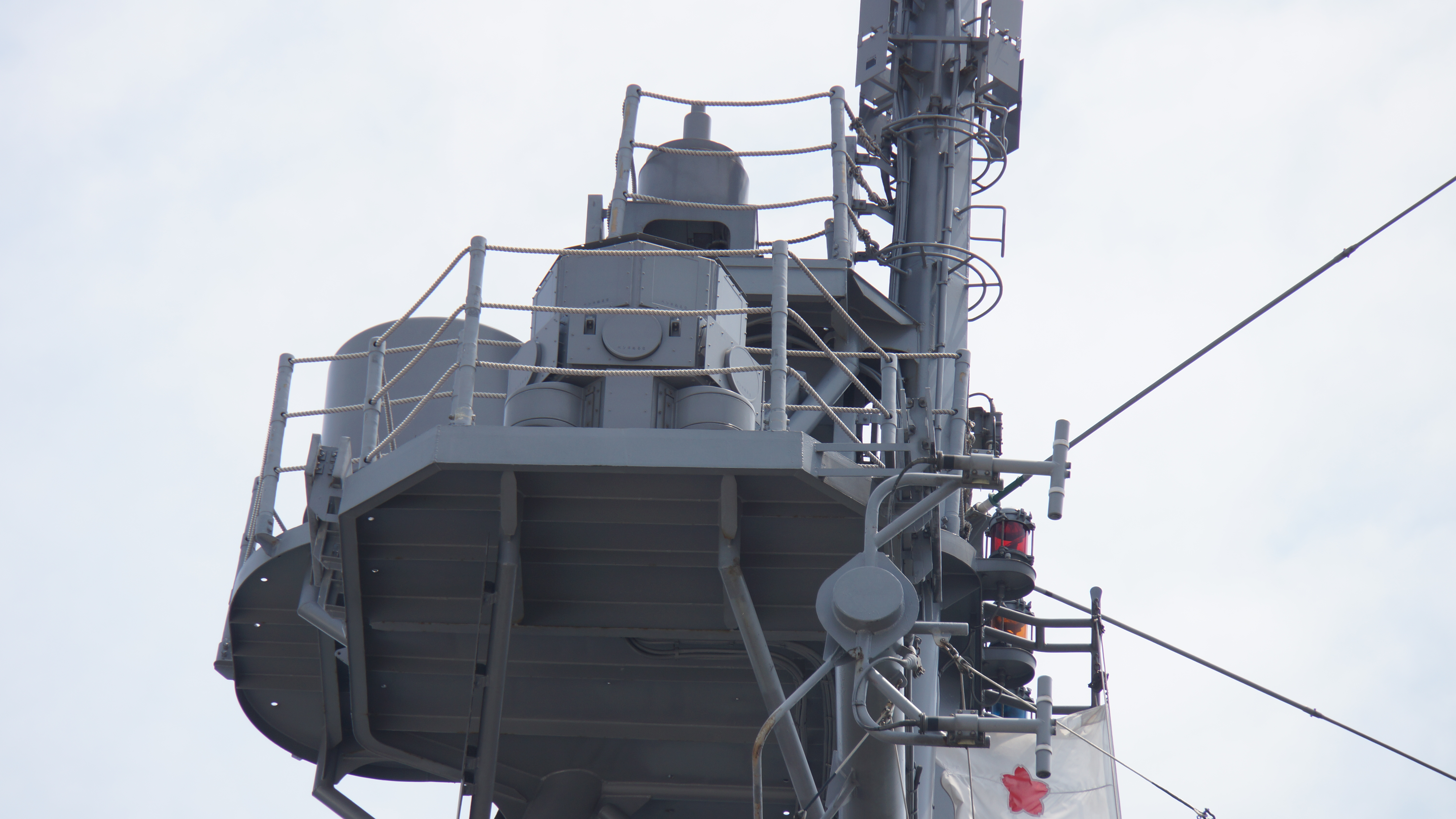
NOLQ-3のESMアンテナ群。
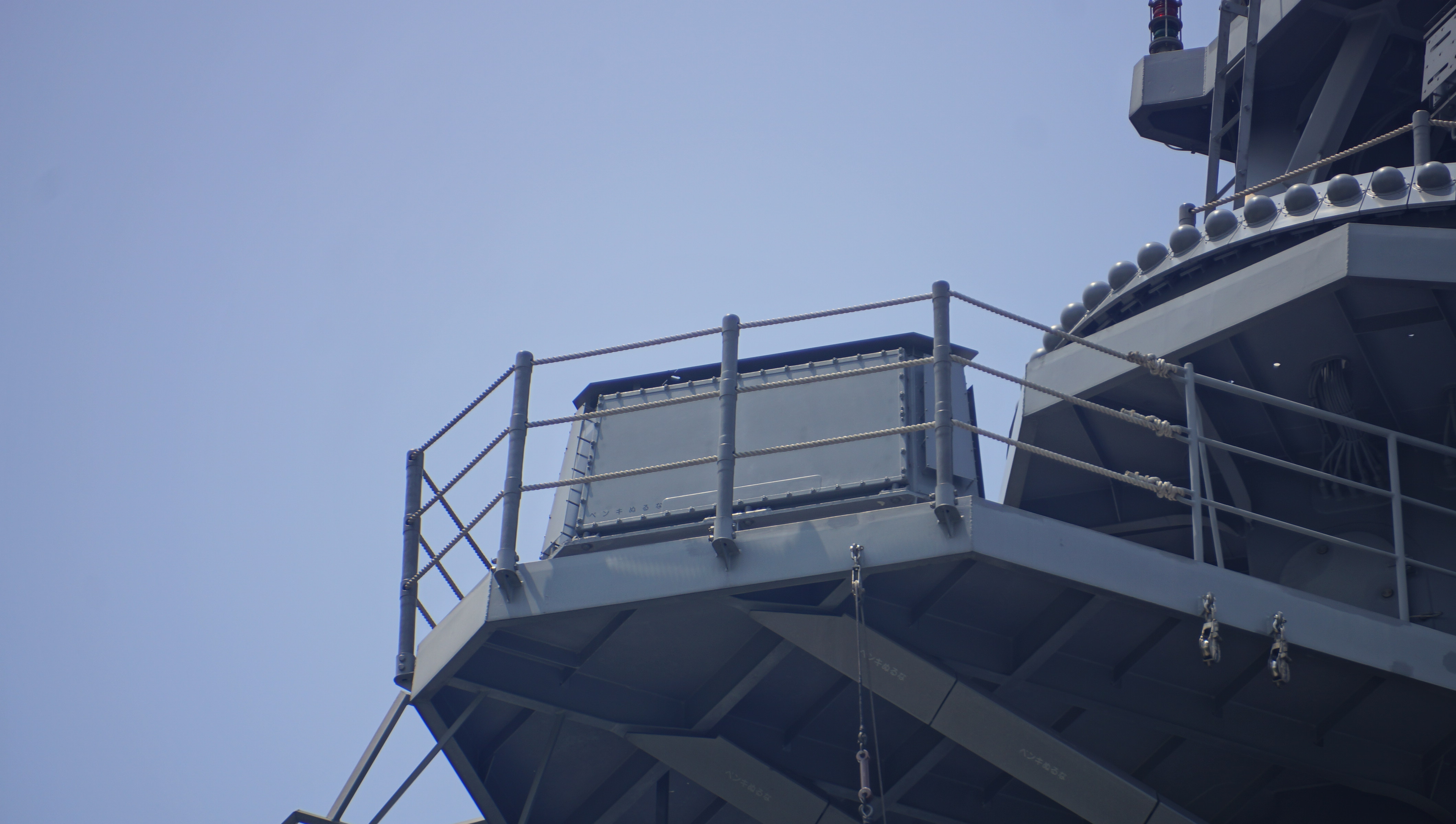
NOLQ-3DのESMアンテナ（DF）。
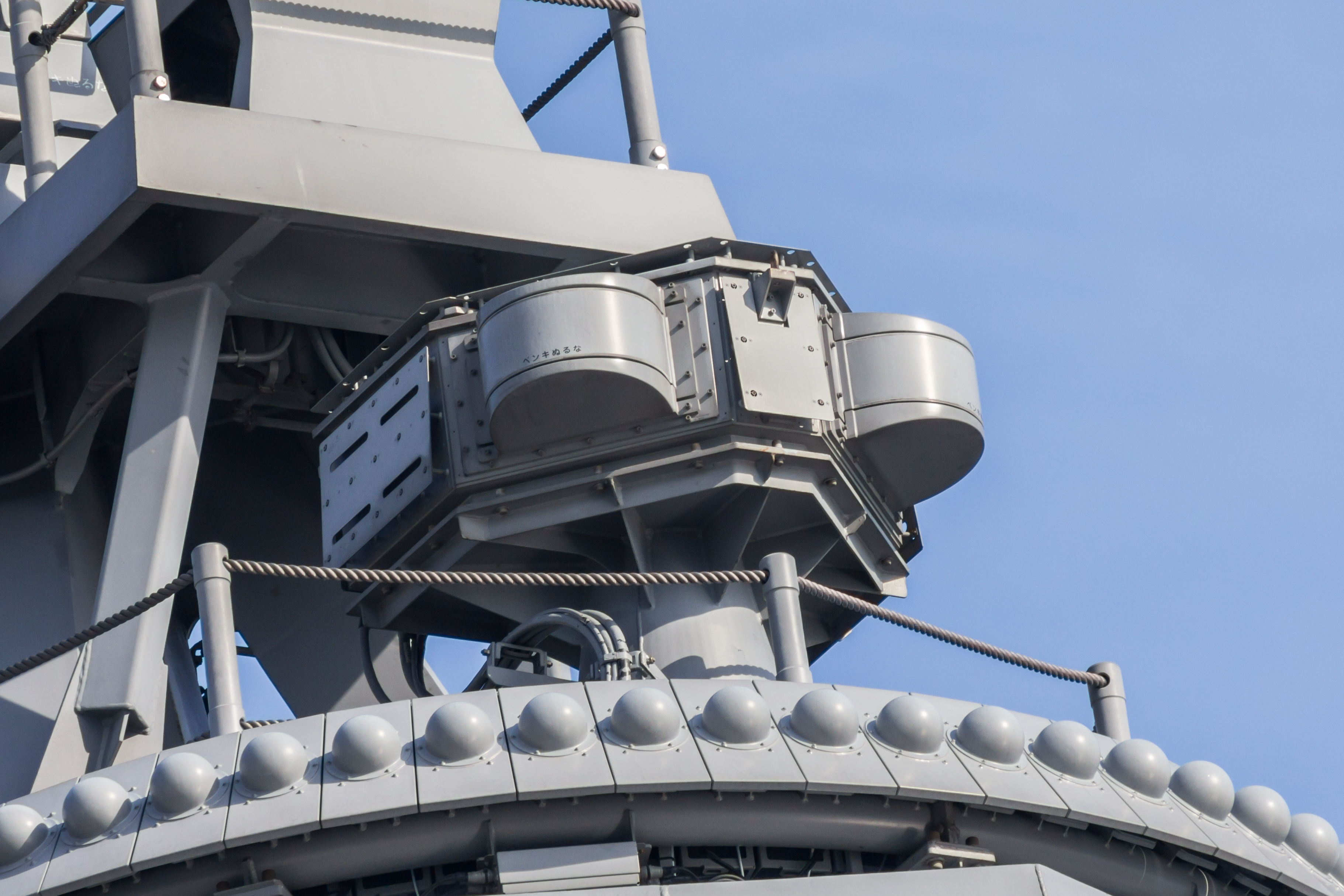
NOLQ-3DのESMアンテナ。
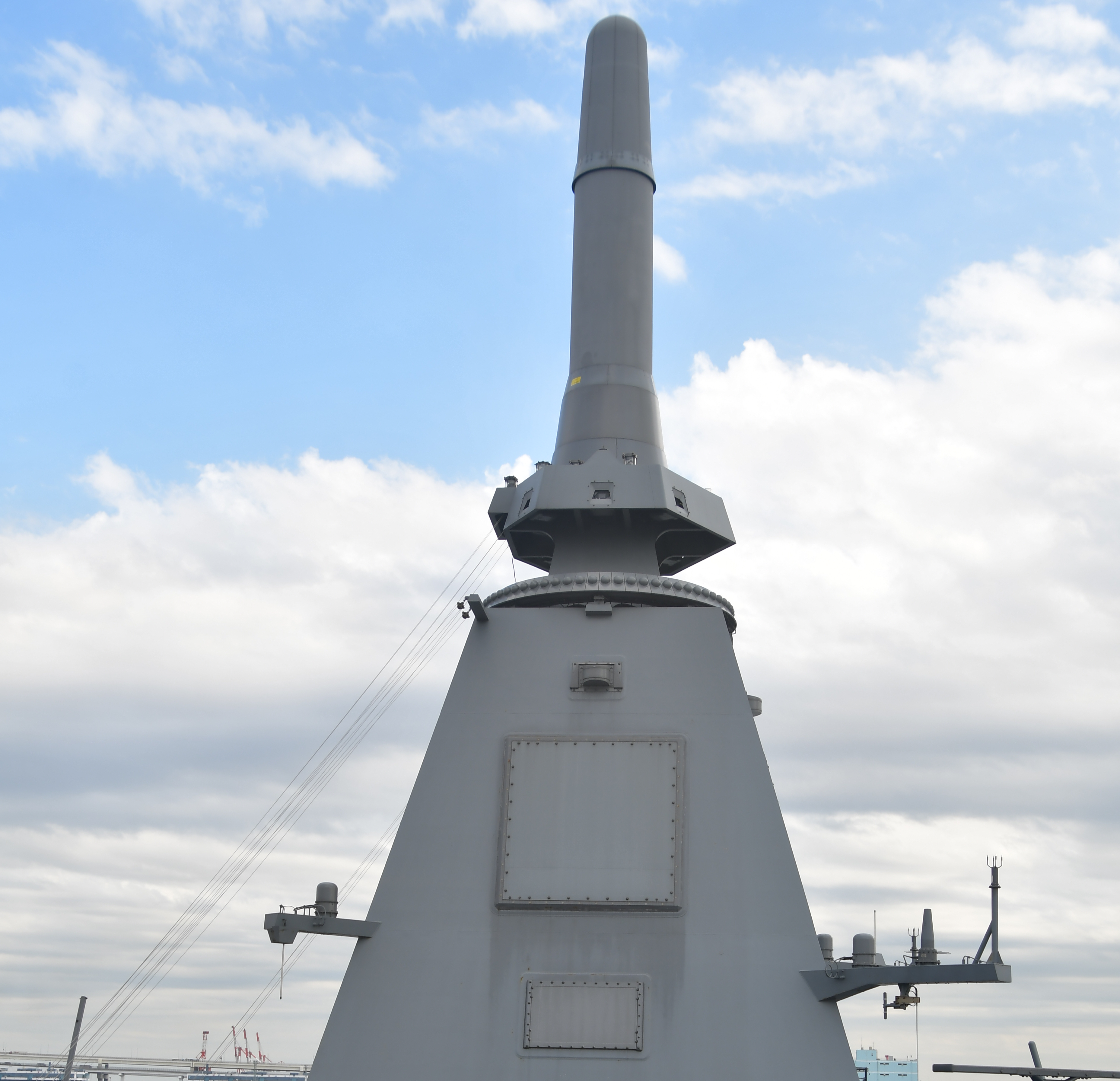
もがみ型護衛艦のアンテナ群。